# Brigitte Bodenheimer
Brigitte Bodenheimer (geboren als Brigitte Marianne Levy, 27. September 1912 in Charlottenburg; gestorben 7. Januar 1981 in Davis, Kalifornien) war eine US-amerikanische Rechtswissenschaftlerin und Familienrechtlerin. 

## Leben
Brigitte Levy war eine Tochter des Amtsrichters Ernst Levy (1881–1968) und der Zerline Marie Wolff (1884–1974). Da Ernst Levy verschiedene Berufungen erhielt, besuchte sie die Elisabethenschule in Frankfurt am Main, das Mädchenrealgymnasium in Freiburg im Breisgau und das Mädchenrealgymnasium in Heidelberg. Levy studierte zwei Semester Jura an der Universität Heidelberg, dann je ein Semester in Berlin, München, Frankfurt am Main und wurde am 25. Juli 1934 in Heidelberg promoviert. Sie emigrierte 1933 als Au Pair in die USA und erhielt trotz ihrer bescheidenen Englischkenntnisse dank der Hilfe Karl Llewellyns einen Studienplatz an der Columbia Law School. Sie traf dort den emigrierten Juristen Edgar Bodenheimer, den sie aus Heidelberg kannte, sie heirateten 1935. Sie beide schlossen ihr ergänzendes Studium des amerikanischen Rechts 1937 an der University of Washington in Seattle ab und Brigitte Bodenheimer kümmerte sich die nächsten Jahre vornehmlich um die drei Kinder: Rosemarie Bodenheimer machte Karriere als Literaturwissenschaftlerin, Peter Bodenheimer als Astro-Physiker und Thomas Bodenheimer als Mediziner. Brigitte Bodenheimer leistete nebenher juristische Beratung in Wiedergutmachungsfällen und als unbezahlte Lobbyistin bei der Entwicklung des Rechts im Staat Utah. Im Alter von 50 Jahren begann sie, am S.J. Quinney College of Law, Utah Familienrecht zu lehren. Nach einem Umzug nach Kalifornien wurde sie Professorin an der Davis School of Law der University of California. Sie war beteiligt an der Vorbereitung des Haager Übereinkommens über die zivilrechtlichen Aspekte internationaler Kindesentführung, das 1980 von der Haager Konferenz für Internationales Privatrecht verabschiedet wurde.

## Schriften (Auswahl)

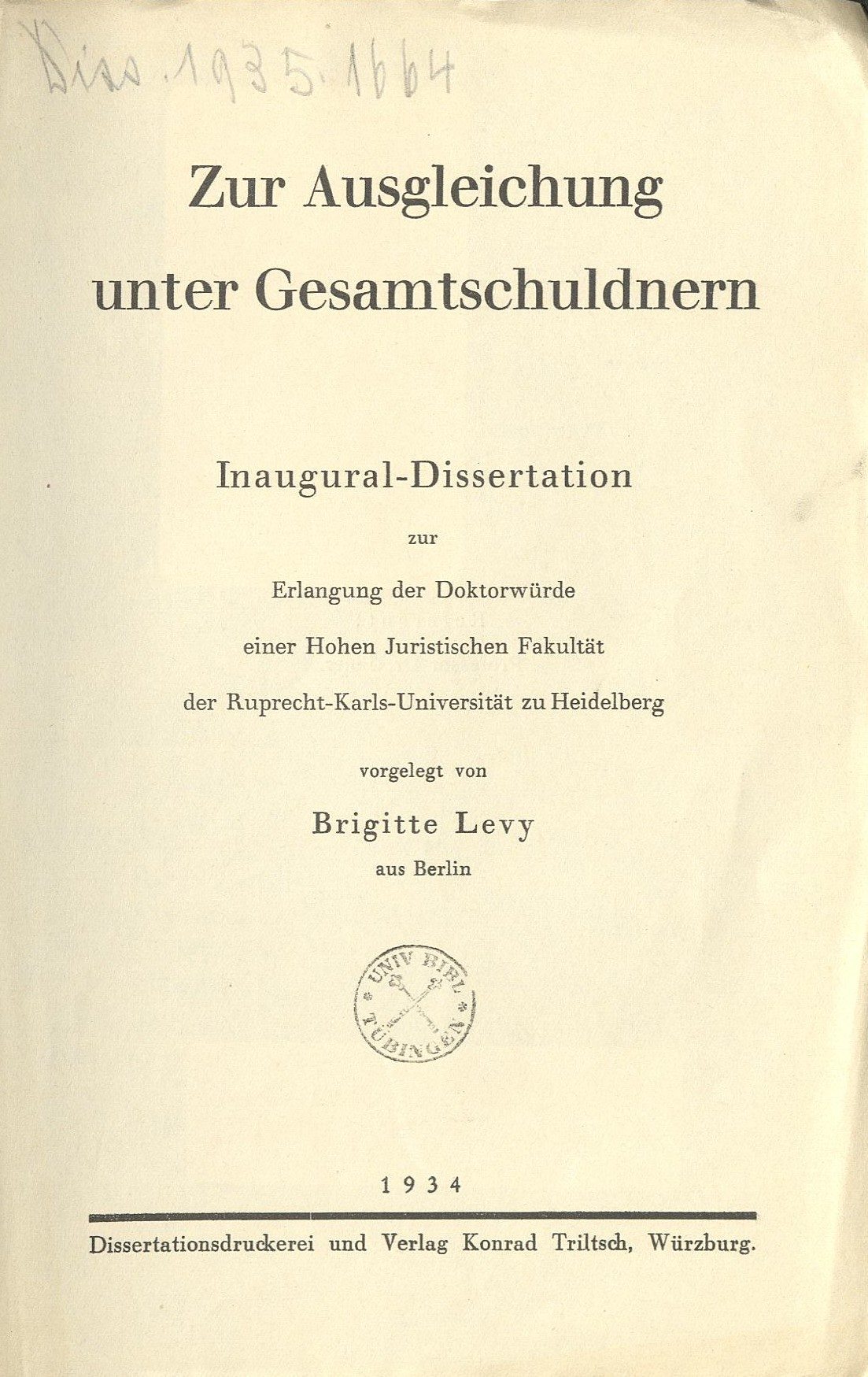
Dissertation 1934

- Brigitte Levy: Zur Ausgleichung unter Gesamtschuldnern. Würzburg : Triltsch, 1934 Heidelberg, Jur. Diss. 1934
- Manual for justices of the peace in the State of Utah : prepared for the College of Law, University of Utah. Salt Lake City : University of Utah Press, 1956
- The Utah marriage counseling experiment : an account of changes in divorce law and procedure. 1961
- Progress under the Uniform Child Custody Jurisdiction Act and remaining problems : punitive decrees, joint custody, and excessive modifications. Berkeley, Calif. : School of Jurisprudence of the University of California, 1977
- New trends and requirements in adoption law and proposals for legislative change. Los Angeles : University of Southern California, 1975
- The Hague Draft Convention on international child abduction. 1980